# Cathach

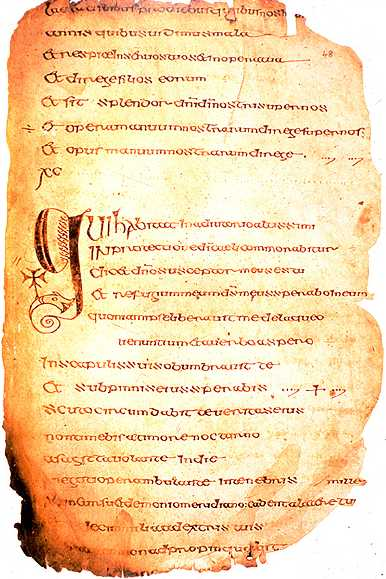
Karta z księgi

Cathach – rękopiśmienny łaciński psałterz z VI wieku. Obecnie znajduje się w zbiorach Royal Irish Academy w Dublinie (sygnatura MS.12.R.33).
Tradycja przypisuje autorstwo księgi św. Kolumbie. Podczas pobytu w Moville irlandzki święty miał zachwycić się przywiezionym z Rzymu przez św. Finana psałterzem, potajemnie wykonując jego kopię. Zgodnie z legendą wystarczyła mu na to tylko jedna noc. Gdy sprawa się wydała, pomiędzy Kolumbą a Finanem wywiązał się spór o „prawa autorskie”. Sprawa dotarła przed oblicze króla Diarmaita, który orzekł iż kopia księgi należy do właściciela oryginału. Nie chcąc rozstać się z manuskryptem Kolumba zmobilizował swoich zwolenników i doprowadził do wybuchu wojny. W 561 roku doszło do bitwy pod Coll-Dreverny, której wynik zapewnił Kolumbie własność księgi, jednak kosztem 3000 poległych żołnierzy Diarmaita. Synod w Teltdown ekskomunikował Kolumbę za doprowadzenie do bratobójczej wojny między chrześcijanami, co zmusiło go do udania się na wyspę Ionę.
Spisany na pergaminie manuskrypt jest niekompletny. Zachowało się z niego zaledwie 58 kart formatu 27×19 cm. Zachowana część zawiera psalmy od 30,10 do 105,13, według łacińskiego przekładu św. Hieronima. Psalmy opatrzone są rubrykami, tj. wskazówkami liturgicznymi. Oryginał liczył prawdopodobnie około 110 kart. Tekst pisany jest majuskułą. Inicjały są duże, wykonane niekiedy czerwonym atramentem, ozdobione różnymi motywami w postaci np. krzyży lub ryb. 
Księga przez wieki stanowiła własność rodu O'Donnell. Nazwa Cathach (irl. Bojownik) pochodzi od praktyki zabierania jej na pola bitew jako talizmanu mającego przynieść zwycięstwo. Manuskrypt zamknięty był w pełniącej rolę relikwiarza srebrnej kasecie wykonanej w XI wieku, z której wydobyto go dopiero w 1813 roku. Do zbiorów Royal Irish Academy trafił w roku 1843. W 1920 roku księga trafiła do introligatorni British Museum, gdzie dokonano zszycia luźnych do tej pory kart. W latach 1980–1981 manuskrypt poddano gruntownej renowacji.